# Política externa
A política externa é o conjunto de objetivos políticos que um determinado Estado almeja alcançar nas suas relações com os demais países do mundo.
A política externa costuma ser planejada de modo a procurar proteger os interesses nacionais de um país, em especial sua segurança nacional, prosperidade econômica e valores. A consecução de tais objetivos pode ser obtida por meios pacíficos (cooperação internacional) ou violentos (agressão, guerra, exploração). Cabe recordar que o direito internacional, por intermédio da Carta das Nações Unidas, proíbe a agressão.